# Les Diablerets

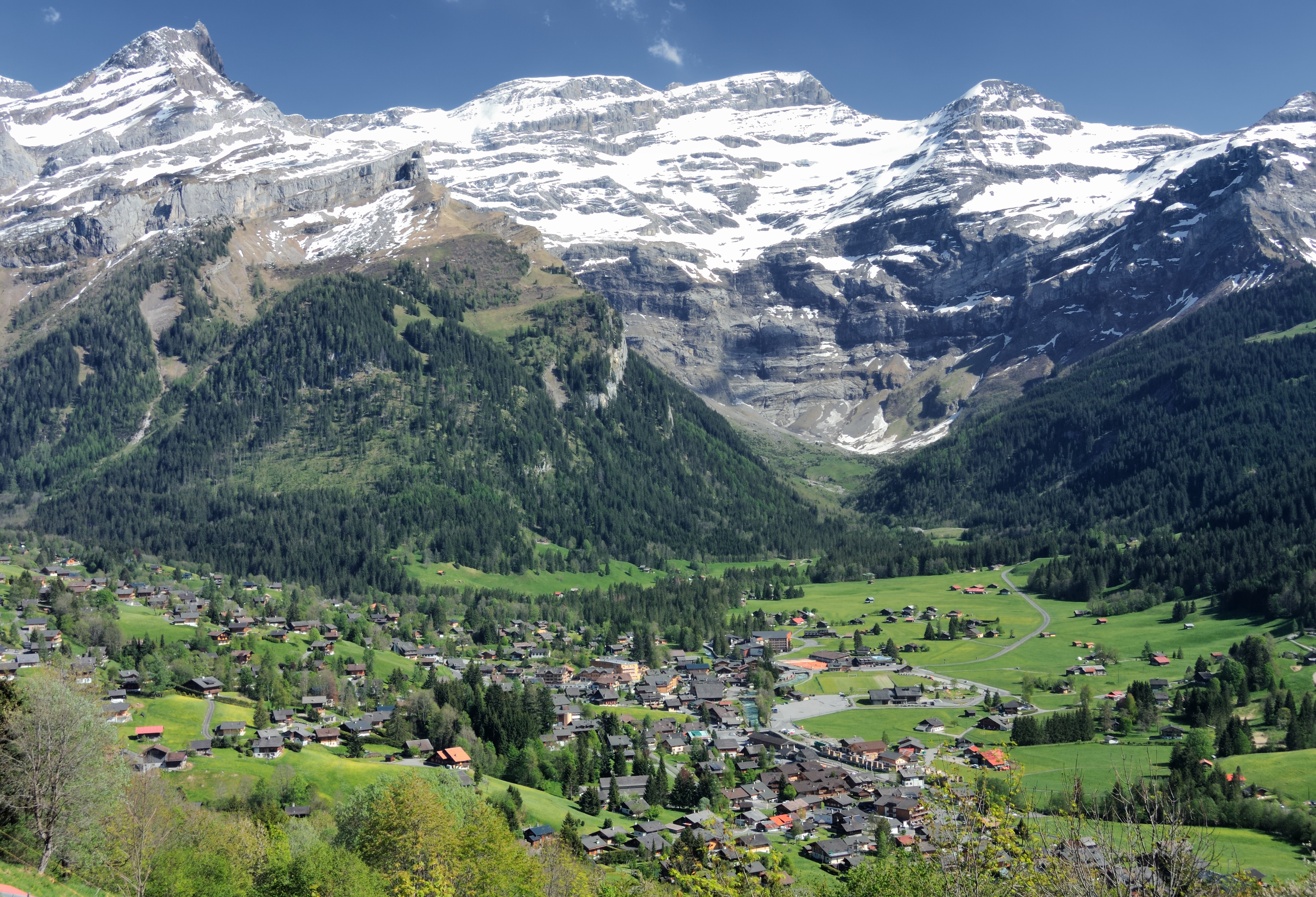
Les Diablerets amb el massís del Diablerets

Les Diablerets és un poble i estació d'esquí del municipi d'Ormont-Dessus al cantó de Vaud, Suïssa.
El poble es troba a una altitud de 1.200 metres al costat nord del massís dels Diablerets (3210 m) als Alps suïssos. S'hi pot arribar amb tren (Chemin de fer Aigle-Sepey-Diablerets) o per la carretera d'Aigle a Gstaad. El Coll del Pillon (1546 m) a l'est dona accés a la regió de l'Oberland bernès on es troba l'estació del telefèric de Glacier 3000.
L'estació té una escola d'esquí, hotels i un petit centre. Les Diablerets és conegut per la seva arquitectura tradicional de muntanya.
Les Diablerets és la seu anual del Festival Internacional de Films Alpins Les Diablerets d'ençà 1969.

## Esquí
Les Diablerets té tres àrees d'esquí principals:
Glacier 3000 amb pistes de nivell principiant i intermedi a la Glacera de Tsanfleuron, amb pistes més difícils com Martisburg baixant de la glacera, o la Combe d'Audon que passa al costat del cim de l'Oldehorn (3122m) i baixa cap a la vall a Reusch.
El sector d'Isenau és conegut per pistes solejades i amples per a principiants, així com una pista llarga avall cap al Coll del Pillon - la primera estació del telefèric de Glacier 3000.
L'àrea de Meilleret és troba als pendents al sud-est del poble i connecta amb l'extensa zona d'esquí Villars/Gryon/Diablerets. Meilleret té la pista de trineu més llarga d'Europa. Les pistes de Meilleret fan part de competicions d'esquí alpí com la dels Jocs Olímpics d'Hivern de la Joventut de 2020.